# Иванов, Андрей Леонидович
Андре́й Леони́дович Ивано́в (род. 5 апреля 1956, Казахская ССР, СССР) — российский учёный в области агрохимии и разработки принципов и методологии адаптивно-ландшафтных систем земледелия.
Академик РАН (2013), РАСХН (1999, членкор с 1995), её вице-президент в 2002—2014 гг., доктор биологических наук (1991), профессор (2000), иностранный член Национальной академии аграрных наук Украины (2009).
Директор Почвенного института имени В. В. Докучаева (с 2013). Заслуженный деятель науки Российской Федерации (2007). Лауреат премии Правительства РФ в области образования (2013).

## Биография
Родился в селе Елтайское Каскеленского района Алма-Атинской области Казахской ССР.
Окончил с отличием Казахский СХИ, факультет агрохимии и почвоведения (1979). В 1980—1992 гг. работал в родном вузе.
С 1992 по 2001 год директор Владимирского НИИ сельского хозяйства.
С 2001 по 2004 год академик-секретарь Отделения земледелия Россельхозакадемии.
С 2002 по 2014 год вице-президент Россельхозакадемии.
С 2013 года директор Почвенного института им. В. В. Докучаева.
Вице-президент Общества почвоведов им. В. В. Докучаева.
Председатель научно-редакционного совета журнала «Теоретические и прикладные проблемы агропромышленного комплекса», член редколлегии журнала «Земледелие».
В 1984 г. защитил кандидатскую диссертацию, а в 1991 г. — докторскую по специальности агрохимия. Исследователь влияния глобальных климатических изменений на агросферу.
Опубликовал более 300 научных трудов, 9 монографий.
Награжден золотыми медалями ВВЦ (1998, 2000).